# Альферес, Эберт
Эберт Эфраин Альферес Попока (исп. Hebert Efraín Alférez Popoca; род. 4 июня 1988 года, Бенито-Хуарес) — мексиканский футболист, играющий на позиции центрального нападающего.
Эберт Альферес — воспитанник мексиканского клуба «Атлас». 1 октября 2006 года он дебютировал в мексиканской Примере, выйдя на замену в концовке гостевого поединка против команды «Сантос Лагуна». 15 ноября 2009 года Альферес забил свой первый гол в рамках Примеры, сравняв счёт в гостевой игре с командой «Хагуарес Чьяпас».
Вторую половину 2011 года Альферес на правах аренды провёл за хорватскую «Риеку». 11 сентября того года он забил свой первый и единственный гол в хорватской Первой лиге, сравняв счёт в гостевой игре с «Задаром».